# Минакаваит
Минакаваит — минерал класса антимонидов, RhSb. Кристаллы розово-серые с металлическим блеском.

## Этимология
Минерал назван в честь японского минералога, профессора Тецуо Минакава из Университета Эхимэ за выдающийся вклад в описательную минералогию.